# Laboncz András
Laboncz András (Debrecen, 1874. november 29. – Debrecen, 1972. május 6.) kőműves, szociáldemokrata politikus, nemzetgyűlési képviselő, Debrecen életének meghatározó alakja a századfordulótól a Magyarországi Tanácsköztársaság bukásáig, majd a második világháború végétől a Kádár-korszakig. Egy időben az MSZDP vezetőségi tagja, a kommün alatt a város közellátási politikai biztosa, a második világháborút követően az Ideiglenes Nemzetgyűlés képviselője, majd debreceni pártvezér, és városi tanácstag. 1971-ben Debrecen díszpolgára lett.

## Életpályája
Hat elemi elvégzését követően csizmadiainas lett, ám a kegyetlen bánásmód miatt elszökött, és kőművesinasnak állt. A századforduló táján ismételten szülővárosában élt, ahol a Kőművessegédek Szakegylete vezetőségi tagja volt 1906-tól, majd két év múlva titkára, 1913. december 21-től pedig elnöke volt. 1903. március 1-jén belépett az MSZDP-be, és szerepet játszott a debreceni ács-, szabó-, sütő-, vas-, asztalos-, illetve bőripari munkások szakegyletének megalapításában, 1905-1906-ban pedig a földmunkások helyi csoportját irányította. 1907-ben részben ő szervezte meg a Debreceni Kerületi Munkásbiztosító és Betegsegélyező Pénztárat, amelynek 1910. november 27-től még csak alkalmazottja, majd később igazgatósági tagja is lett. 1914. október 6-án bevonult, a háború négy évét végigharcolta, majd 1918. november 15-én visszatért Magyarországra. Hat nap múlva a Magyarországi Építőmunkások Országos Szövetsége helyi csoportjának elnökévé tették meg, majd december 2-án a munkás- és katonatanácsba, emellett pedig a szociáldemokrata párt Végrehajtó Bizottságába is bekerült. 1919. február 12-én a debreceni néptanács tagjává tették, a Magyarországi Tanácsköztársaság idején szülővárosa közellátási politikai biztosa volt. A választások után április 7-én bekerült a Debreceni Munkás-, Földműves- és Katonatanácsba, öt nap múlva pedig a direktóriumba is, illetve a vármegye tanácsába is. Április 23-án, miután a románok bevonultak Debrecenbe, a fővárosba menekült, ahol a bukás után augusztus 3-án letartóztatták. Miután kiszabadult, a MÉMOSZ debreceni csoportját vezette, 1928-tól az országos választmány tagja volt, s a párt debreceni szervezetét is irányította a '20-as évek középtől fogva. 1929 őszén a városi képviselő-testület tagjává választották meg, a következő év októberében azonban megsemmisítették itteni mandátumát. A második világháború idején, 1944. novemberében, illetve decemberében szerepet vállalt a szociáldemokrata párt újjászervezésében. December 5-én a Debreceni Nemzeti Bizottság, illetve a városi törvényhatósági biztosság tagja lett, szociálpolitikai feladatokat látott el. December 16-án beválasztották az Ideiglenes Nemzetgyűlésbe, 1945-től ismét a MÉMOSZ debreceni szervezetét vezette. Szerepet vállalt a Magyar Kommunista Párt, illetve a szociáldemokraták egyesítésének előkészítésében. 1948-ban a debreceni MDP VB elnöke lett, s egészen posztjának 1951. november 25-ével történő megszűnéséig ekképp működött. 1950-től fogva 17 éven át szülővárosa városi tanácsának tagja volt, 1956 után az pedig a Magyar Szocialista Munkáspárt városi bizottságának is.

## Emlékezete
Szülővárosában korábban tér viselte nevét (ma Ötvenhatosok tere).